# Індапамід
Індапамід (англ. Indapamide, лат. Indapamidum) — синтетичний препарат, що належить до групи діуретиків, і за хімічним складом належить до групи індолінів — похідних сульфаніламіду з індольним кільцем. За принципом фармакологічної дії індапамамід натепер належить до підгрупи тіазидоподібних діуретиків. Індапамід застосовується виключно перорально. Індапамід застосовується у клінічній практиці з 70-х років ХХ століття, та уперше синтезований у Франції компанією «Laboratoires Servier», яка розповсюджує його під торговельними марками «Арифон» та «Натрілікс». Індапамід спочатку, з урахуванням його механізму дії, відносився до класу блокаторів кальцієвих каналів, проте згідно з результами подальших досліджень препарату він разом із ксипамідом та метолазоном був включений до групи тіазидоподібних препаратів другого покоління.

## Фармакологічні властивості
Індапамід — синтетичний препарат, що є похідним сульфаніламіду (хлорбензаміду) та належить до групи тіазидоподібних діуретиків. Механізм дії препарату відрізняється від дії класичних тіазидних діуретиків. Як і тіазидні діуретики, індапамід пригнічує реабсорбцію іонів натрію та хлору, а також води, у кортикальному сегменті петлі Генле та в початковій частині дистальних канальцях нирок, що призводить до збільшення виведення їх із організму. Окрім цього, індапамід, як і інші тіазидоподібні діуретики, має виражену натрій- та діуретичну активність при будь-якій стадії ниркової недостатності, у тому числі у хворих із видаленими нирками у термінальній стадії ниркової недостатності, які знаходяться на гемодіалізі. Проте основним ефектом індапаміду є гальмування входження іонів кальцію в клітини, що призводить до зниження його концентрації в клітинах та дилятації судин. Індапамід також сприяє посиленню синтезу простагландину Е2 та простацикліну, які мають вазодилятуючі властивості. Стимуляція синтезу простацикліну при застосуванні індапаміду також призводить до інгібування агрегації тромбоцитів, що сприяє зниженню кількості тромбозів при застосуванні препарату. Препарат також знижує чутливість судин до ангіотензину, ангіотензину II, адреналіну, норадреналіну, тромбоксану А2. Індапамід має також антиоксидантні властивості, сприяє регресу гіпертрофії лівого шлуночка, має нефропротективні властивості, які проявляються у вигляді регресу мікроальбумінурії, сприяє зниженню активності ангіотензинперетворюючого ферменту, а також сприяє зменшенню ризику повторних інсультів. Індапамід є метаболічно нейтральним, не впливає на метаболізм ліпідів та вуглеводів, та практично не впливає на концентрацію сечової кислоти в крові. Індапамамід є більш ліпофільним, ніж інші тіазидні та тіазидоподібні діуретики, та має здатність накопичуватися в клітинах гладких м'язів судин, що сприяєподовженню тривалості його дії. Оптимальною дозою для застосування індапаміду є 2,5 міліграми, при застосуванні якої спостерігається найбільш виражений антигіпертензивний та сечогінний ефект, при збільшенні дози терапевтичні властивості препарату майже не змінюються, але зростає кількість побічних ефектів, а також зменшуються органопротективні властивості індапаміду. Індапамід має виражену антигіпертензивну активність як при самостійному застосуванні, так і в комбінації з периндоприлом та еналаприлом.

### Фармакокінетика
Індапамід швидко і повністю всмоктується після перорального застосування, біодоступність препарату складає 93 %. Максимальна концентрація препарату в крові досягається протягом 1—2 годин. Індапамід добре розподіляється в організмі, проходить через плацентарний бар'єр та виділяється в грудне молоко. Індапамід добре (на 71—79 %) зв'язується з білками плазми крові. Метаболізується препарат у печінці із утворенням неактивних метаболітів. Виводиться препарат із організму переважно із сечею (до 70 %), частково виводиться з калом. Період напіввиведення індапаміду становить 14—18 годин, у препаратів із сповільненим вивільненням період напіввиведення подовжується до 24 годин., дані за збільшення цього часу при печінковій або нирковій недостатності відсутні.

## Показання до застосування
Індапамід застосовується при артеріальній гіпертензії (як монотерапія, так і у комбінації з іншими антигіпертензивними препаратами), а також набряковому синдромі, спричиненому серцевою недостатністю.

## Побічна дія
При застосуванні індапаміду у рекомендованих терапевтичних дозах побічні ефекти спостерігаються рідко, у тривалих клінічних дослідженнях побічні ефекти зафіксовані лише у 2,5 % пацієнтів, і найчастішими серед них є порушення електролітного обміну. Серед інших побічних ефектів зрідка можуть спостерігатися:
- З боку шкірних покривів та алергічні реакції — синдром Стівенса-Джонсона, синдром Лаєлла, анафілактичний шок, кропив'янка, фотодерматоз, набряк Квінке, висипання на шкірі, пурпура, загострення системного червоного вовчака.
- З боку нервової системи — головний біль, запаморочення, парестезії, нервозність.
- З боку травної системи — сухість у роті, нудота, блювання, запор, панкреатит, порушення функції печінки.
- З боку серцево-судинної системи — аритмії, ортостатична артеріальна гіпотензія, подовження інтервалу QT на ЕКГ.
- Зміни в лабораторних аналізах — рідко можуть спостерігатися тромбоцитопенія, анемія, лейкопенія, агранулоцитоз, підвищення рівня креатиніну та сечовини в крові, гіперкальціємія, гіпонатріємія, гіпокаліємія, гіперглікемія.

## Протипокази
Індапамід протипоказаний при підвищеній чутливості до препарату та інших похідних сульфонаміду, при важкій нирковій недостатності та печінковій недостатності, вираженій гіпокаліємії, важкі форми цукрового діабету та подагрі, у період вагітності та годування грудьми, гострих порушеннях мозкового кровообігу.

## Форми випуску
Індапамід як монопрепарат випускається у вигляді таблеток та желатинових капсул по 0,0015 та 0,0025 г. Індапамід випускається також у вигляді комбінованих препаратів у вигляді нефіксованої комбінації з еналаприлом («Ензикс», «Ензикс дуо»); та у вигляді фіксованої комбінації з периндоприлом, з периндоприлом і амлодипіном, та з метопрололом, вінпоцетином та еналаприлом.

## Заборона використання у спортсменів
Хоча індапамід безпосередньо не є препаратом, який може використовуватися як допінг для покращення спортивних результатів, він, як і інші сечогінні препарати, заборонений для використання спортсменами згідно рішення Всесвітнього антидопінгового агентства як засіб, що сприяє приховуванню вживання допінгу, і виявлення індапаміду в організмі спортсменів під час змагань може служити причиною їх дискваліфікації.